# Lufthansa SG Berlin
Die Lufthansa SG Berlin war eine deutsche Sportgemeinschaft der Lufthansa aus Berlin, welche von 1931 bis 1945 existierte. Heimstätte war die Sportanlage Monumentenstraße im Stadtteil Schöneberg.

## Sektion Fußball
Die 1931 gegründete Sportgemeinschaft agierte bis 1935 unter der Bezeichnung Lufthansa SV Berlin. Bereits Mitte der 1930er Jahre spielte die Firmenmannschaft aus Schöneberg im höherklassigen Fußball Berlins mit. 1939 gelang der Lufthansa SG der Aufstieg in die anfangs zweigeteilte Gauliga Berlin-Brandenburg. In der Auftaktsaison belegte die Mannschaft der LSG vor der punktgleichen Elektra Berlin den zweiten Platz und scheiterte hinter Blau-Weiß 90 Berlin nur knapp an den Endspielen zur Berliner Meisterschaft.
In der Folgezeit etablierte sich der Verein mit überwiegend vorderen Mittelfeldplätzen. In der Spielzeit 1942/43 wurde in der nun eingleisigen Gauliga hinter dem Berliner SV 92 erneut die Teilnahme an der Deutschen Meisterschaft 1942/43 verfehlt. Ab 1944 bildete die LSG mit dem BFC Viktoria 1889 eine Kriegssportgemeinschaft und spielte bis Kriegsende unter der Bezeichnung KSG Lufthansa/Viktoria 89 Berlin. Zum Zeitpunkt der Einstellung des Spielbetriebes belegte die KSG Lufthansa/Viktoria den letzten Platz.
1945 wurde der Verein aufgelöst. Eine Neugründung erfolgte nicht. Die Mannschaft des Gauligisten schloss sich der SG Staaken an. In Ost-Berlin unterstützte später die Deutsche Lufthansa (Ost) die BSG Lufthansa Berlin.

## Statistik
- Teilnahme Gauliga Berlin-Brandenburg: 1939/40 bis 1944/45
- Teilnahme: Tschammerpokal 1942